# Монолог за прасенцето
„Монолог за прасенцето“ е български игрален филм (комедия) от 1981 година на режисьора Слав Бакалов, по сценарий на Владимир Ганев. Оператор е Георги Ангелов. Музиката във филма е композирана от Емил Павлов.

## Актьорски състав
- Стоян Павлов – Мъжът
- Камелия Тодорова – Жената
- Георги Димитров
- Стефан Попов